# 严莲韵
严莲韵（1903年—2003年5月18日），浙江慈溪人，出生名门，祖父和父亲分别为著名实业家严信厚与严子均，其生母是杨氏为其父妾室，其妹虽声称其母为其父的第二任妻子，但其父嫡妻张氏直至1919年仍在世，其母杨氏并无扶正记载。她与姐姐严彩韵与妹妹严幼韵被并称为“严氏三姐妹”。
严莲韵早年曾就读于上海中西女中，后考入南京金陵女子文理学院化学系。1924年毕业后，赴安徽怀远女子中学任教，教授化学与英语。1928年到母校中西女中任教。1932年与银行家徐振东结婚。后因患肾病而卧床养病达18年。中华人民共和国成立后，曾任基督教上海女青年会副会长、名誉会长，全国女青年会执行委员等职。
她虽一生信仰上帝，但从未参加过教会。2003年5月，100岁的严莲韵才正式受洗成为基督徒。同月18日逝世。
她与丈夫徐振东共育有两子一女，分别为儿子景达、景乾与女儿景燦。其中长子徐景达（阿达）为著名动画家、曾导演了《三个和尚》、《哪吒闹海》等动画片。